# Margret Steenfatt
Margret Steenfatt (* 7. Januar 1935 in Hamburg; † 19. März 2021) war eine deutsche Schriftstellerin. Sie schrieb ab 1970 vor allem Romane und Erzählungen für Jugendliche, veröffentlichte aber auch Drehbücher, Theaterstücke und Hörspiele.

## Leben und Arbeit
Nach einer Ausbildung zur Anwaltsgehilfin, ihrer Heirat und der Geburt ihrer vier Kinder arbeitete sie ab 1976 als freie Schriftstellerin in Hamburg.
Sie schrieb Kinder- und Jugendbücher, in denen sie soziale Probleme wie z. B. Rechtsradikalismus („Hass im Herzen“) oder Drogen („Immer mega – immer fun“) ansprach. Außerdem veröffentlichte sie Biographien über Romy Schneider, Paula Modersohn-Becker, Charlie Chaplin und Milena Jesenská. Ihr 1988 erschienenes Werk „Auch ich bin ein König“ thematisiert die Kindheit Ludwig van Beethovens. Ihr Buch „Nele“ wurde ins Slowakische übersetzt.
Margret Steenfatt starb im März 2021 im Alter von 86 Jahren.

## Werke
- Die sanften Banditen, Signal, Baden-Baden 1976, ISBN 3-7971-0154-6
- Das Schülertelefon, Signal, Baden-Baden 1979, ISBN 3-7971-0191-0
- Tiger, lass dich nicht erwischen, Signal, Baden-Baden 1980, ISBN 3-7971-0198-8
- Liebe in jeder Beziehung. Beltz und Gelberg, Weinheim 1982, ISBN 3-407-80636-1
- Ich, Paula. Die Lebensgeschichte der Paula Modersohn-Becker, Beltz und Gelberg, Weinheim 1983, ISBN 3-407-80646-9
- Im Spiegel, Kurzgeschichte, 1984
- Charlie der Clown. Charlie Chaplins Kindheit in London, Rowohlt, Reinbek bei Hamburg 1983, ISBN 3-499-20351-0
- Anschi ist doch 'ne Hexe. Die Geschichte von einer, die sich nichts vormachen lässt, Rowohlt, Reinbek bei Hamburg 1985, ISBN 3-499-20403-7
- Eine gemachte Frau. Die Lebensgeschichte der Romy Schneider, Kellner, Hamburg 1986, ISBN 3-922035-34-5
- Nele. Ein Mädchen ist nicht zu gebrauchen, Rowohlt, Reinbek bei Hamburg 1986, ISBN 3-499-20437-1
- Auch ich bin ein König. Ludwig van Beethovens Kindheit in Bonn, Boje, Erlangen 1988, ISBN 3-414-88801-7
- In Hausmanns Hölle ist der Teufel los, Rowohlt, Reinbek bei Hamburg 1989, ISBN 3-499-20513-0
- Unvermeidliche Begegnungen, Herder, Freiburg im Breisgau 1991, ISBN 3-451-22371-6.
- Hass im Herzen. Im Sog der Gang, Rowohlt, Reinbek bei Hamburg 1992, ISBN 978-3-499-20648-1 (22. Auflage 2010).
- Lena & Co. Mädchen gegen Saubermänner, Rowohlt, Reinbek bei Hamburg 1994, ISBN 3-499-20735-4.
- Ein Zimmer für Stella, mit Bildern von Katja Schmiedeskamp, Elefanten Press, Berlin 1996, ISBN 3-88520-592-0.
- Fressen wir einen Touristen, Rowohlt, Reinbek bei Hamburg 1997, ISBN 3-499-20907-1
- Immer mega, immer fun. Spaß um jeden Preis, Rowohlt, Reinbek bei Hamburg 1997, ISBN 3-499-20830-X.
- Lila Liebe, Elefanten Press, Berlin 1998, ISBN 3-88520-692-7.
- Komplizinnen, Elefanten Press, Berlin 2000, ISBN 3-88520-763-X.
- Hass im Spiel, Rowohlt, Reinbek bei Hamburg 2001, ISBN 3-499-21152-1.
- Milena Jesenská. Biographie einer Befreiung, EVA, Hamburg 2002, ISBN 3-434-50215-7.
- Mit aller Gewalt, Rowohlt, Reinbek bei Hamburg 2007, ISBN 978-3-499-21283-3.
- Auf immer und ewig, Rowohlt, Reinbek bei Hamburg 2010, ISBN 978-3-499-21530-8.

## Auszeichnungen
- 1993: Eule des Monats für "Hass im Herzen"
- 2018: Friedrich-Bödecker-Preis für „ihr besonderes Schaffen im Bereich der Kinder- und Jugendliteratur“